# Дрозд, Владимир Григорьевич
Владимир Григорьевич Дрозд (укр. Дрозд Володимир Григорович; 1939—2003) — советский и украинский писатель, журналист, прозаик. Член Национального союза писателей Украины с 1962 года. Главный редактор журнала «Киев» (1983—1985).

## Биография
Родился 25 августа 1939 года в селе Петрушин Черниговского района.
Сын колхозника из полесского села, сразу после школы стал журналистом в районной газете.
Окончив в 1968 году факультет журналистики Киевского университета, работал в разных периодических изданиях, в частности, в республиканских газетах «Молодёжь Украины» (укр. «Молодь України»), «Литературная Украина» (укр. «Літературна Україна»), издательстве «Радянський письменник» и других.
В 1963—1966 годах — служба в Советской армии.
В 1983—1985 годах — первый главный редактор журнала «Киев» (укр. «Київ»).
Возглавлял «Литературную сокровищницу», Киевское отделение Союза писателей Украины и являлся заместителем председателя Национального союза писателей Украины.
Был женат на поэтессе Ирине Жиленко.
Умер 23 октября 2003 года. Похоронен в Киеве на Байковом кладбище.

## Творчество
Первую книгу новелл и рассказов «Люблю синие зори» (укр. «Люблю сині зорі») опубликовал в 1962 году и сразу был принят в Союз писателей.
Начав литературную работу как новеллист и продолжая изредка печатать новеллы, Дрозд постепенно утверждается как автор повести и романа.
Основные произведения — повести и романы «Маслины» (1967), «Семирозум» (1967), «Ирий» (1974), «Катастрофа» (1968), «Спектакль» (1985), «Листья земли».
С произведениями В. Дрозда, такими, как повести «Ирий» (укр. «Ирій»), «Замглай», «Баллада о Сластена» (укр. «Балада про Сластьона»), «Одинокий волк» (укр. «Самотній вовк»), новеллы «Солнце» (укр. «Сонце»), «Три волшебные жемчужины» (укр. «Три чарівні перлини»), «Белый конь Шептало» (укр. «Білий кінь Шептало»), связаны достижения причудливой прозы, украинского варианта модного в литературе 70-х мифологизма. Художественная условность у писателя вполне оригинальная, причудливо-раскованная. В. Дрозд подчеркивает влияние на него Н. В. Гоголя и «Лесной песни» (укр. «Лісова пісня») Леси Украинки, и фольклора (сказки, легенды, предания, былины, обломки славянской мифологии).
По словам В. Дрозда, его «всегда интересовало, что сказать, а не как сказать», стиль, форма — производное, а главное для него в литературном произведении «не литература, а душа». Собственно, человеческая душа, состояние души современного человека, именно трагедия деформации, раздвоение души советского украинца, зачастую, как сам автор, интеллигента в первом поколении, болезненного расщепления её в условиях больного общества, а также её экология, спасение души и являются основным предметом исследования, главным героем прозы писателя.

## Избранная библиография
Романы:
- «Катастрофа»
- «Інна Сіверська, суддя» («Инна Сиверская, судья»)
- «Спектакль» (1979—1984; на русском опубликован в журнале «Дружба народов», 1988, № 12, журн. вариант)
- «Листя землі» («Листва земли»)

Романы-биографии:
- «Ритми життя» («Ритмы жизни»)
- «Дорога до матері» («Дорога к матери») — о семье академика Богомольца
- «Добрая весть» — о Ювеналии Мельникове, одном из первых украинских революционеров-марксистов

Повести:
- «Маслини» («Маслины»)
- «Ирій» («Ирий»)
- «Три чарівні перлини» («Три волшебные жемчужины»)
- «Музей живого письменника» («Музей живого писателя») — автобиографическая повесть

Сборник повестей:
- «Земля під копитами» («Земля под копытами»)

Новеллы:
- «Сонце» («Солнце»)

## Награды
- Государственная премия Украины имени Т. Г. Шевченко (1992) — за роман-эпопею «Листва земли» (укр. «Листя землі»);
- Орден князя Ярослава Мудрого V степени (1999);
- премия имени А. В. Головко;
- Международная премия Фонда Емельяна и Татьяны Антонович (1992, США).